# Salisbury (region)
Salisbury är en region i Australien. Den ligger i delstaten South Australia, omkring 18 kilometer norr om delstatshuvudstaden Adelaide. Antalet invånare är 135 922.
Följande samhällen finns i Salisbury:
- Ingle Farm
- Salisbury
- Elizabeth[källa behövs]
- Penfield
- Bolivar

Runt Salisbury är det i huvudsak tätbebyggt. Runt Salisbury är det mycket tätbefolkat, med 1 266 invånare per kvadratkilometer. Genomsnittlig årsnederbörd är 593 millimeter. Den regnigaste månaden är juli, med i genomsnitt 95 mm nederbörd, och den torraste är december, med 13 mm nederbörd.